# Staatsvolk
Das Staatsvolk ist die Gesamtheit der durch die Herrschaftsordnung eines Staates vereinigten Menschen. Neben dem Staatsgebiet und der Staatsgewalt ist es eines der drei Elemente des Staatsbegriffs im Völkerrecht.

## Begriff und Abgrenzung
Unter Staatsvolk versteht man nach Reinhold Zippelius das im Staatsgebiet lebende Volk, wozu er nicht nur die Staatsangehörigen rechnet, sondern alle, die der Regelungsmacht des Staates unterliegen, also auch Ausländer und Staatenlose. Hans Kelsen vertrat bereits 1925 den Standpunkt, auch der Fremde gehöre zum Staatsvolk, er habe lediglich nicht die Rechte der Staatsbürger. Der Verfassungsjurist Karl Brinkmann erklärt es für gleichgültig, ob die einem Staat angehörenden Menschen „zu einem Volk zählen oder nicht“, weshalb er den Ausdruck Bevölkerung bevorzugt.
Die herrschende Meinung definiert das Staatsvolk dagegen als die Summe der Staatsangehörigen, die zu ihrem Staat in einem rechtlichen Verhältnis stehen, und der ihnen möglicherweise staatsrechtlich prinzipiell gleichgestellten Personen. Gemeint ist damit aber kein Volk im ethnischen Sinne oder Teil eines Volkes, der in einem Staat lebt (Volksgruppe); gemeint sind vielmehr Menschen mit gemeinsamer Staatsbürgerschaft, also Bürger eines Staates (Staatsbürger), unabhängig von der Nationalität (Ethnie, Herkunft) des einzelnen Bürgers. Als Gesellschaft tritt für die Staatsangehörigen zu der regelmäßigen Unterworfenheit unter die Staatsgewalt (jedenfalls bei Aufenthalt im Inland) eine besondere personale Beziehung zum Staat hinzu: Staatsangehörigkeit ist ein Status, der wechselseitige Rechte (jedenfalls in Demokratien) und Pflichten für Staatsangehörige begründet.
Zu unterscheiden ist der Begriff des Staatsvolks von
- dem Begriff der Gewaltunterworfenen: das sind alle, die sich im Staatsgebiet aufhalten und folglich der Gebietshoheit unterworfen sind, d. h. die der Gebietsherrschaft eines Staates unterliegenden Personen, also etwa auch Ausländer oder Durchreisende (unabhängig von Staatsbürgerschaft und Nationalität);
- dem Begriff des Staatsbürgervolkes: darunter versteht man die Gesamtheit derjenigen, die am status activus, insbesondere am Wahlrecht teilhaben. Dies wird durch das jeweilige Staatsrecht bestimmt; meist wird Wohnsitz im Inland und immer ein Mindestalter vorausgesetzt (für Deutschland vgl. Art. 38 Abs. 2 GG und §§ 12 ff. Bundeswahlgesetz); entspricht dem Demos, welches die Grundlage der Volksherrschaft, der Demokratie, bildet.[6]
- dem Begriff der Bevölkerung (oder Gebietsgesellschaft[7]): das sind alle Personen mit Wohnsitz im Staatsgebiet (ein bestimmtes Gebiet wird von Menschen bevölkert = bewohnt);
- dem Begriff des Volkszugehörigen: das sind Personen mit einer gemeinsamen ethnischen Abstammung wie die Staatsangehörigen, z. B. die „deutschen Volkszugehörigen“ im Sinne von § 6 Bundesvertriebenengesetz (BVFG) – hierunter fallen fremde Staatsangehörige und Staatenlose.

Das Staatsvolk (alle Bürger eines Staates) als konstitutives Staatselement wird im internationalen Recht über das formelle Bindeglied der Staatsangehörigkeit bestimmt, was vor allem im Interesse einer rechtssicheren Abgrenzung der Personalhoheiten ist. Es ist damit die Gesamtheit der Personen, die einem Staat kraft seines Rechts (durch das Staatsangehörigkeitsrecht) zugeordnet sind und von Völkerrechts wegen zugeordnet werden dürfen. Aus der Anknüpfung an die Staatsangehörigkeit folgt, dass auch Vielvölkerstaaten nur ein Staatsvolk besitzen. Das konstituierte Staatsvolk (pouvoir constitué) ist in hohem Maße ein rechtliches Konstrukt, weil es erst durch die Rechtsordnung hervorgebracht und dieser daher nachgelagert ist.
Während das Staatsvolk nur durch die gemeinsame Zugehörigkeit zur Herrschaftsordnung eines Staates bestimmt wird, beruht das Selbstbestimmungsrecht der Völker auf den ethnischen, kulturellen und gesellschaftlichen Merkmalen eines Volks oder einer Volksgruppe.
Laut dem Rechtswissenschaftler Ulrich Vosgerau kommt dem Staatsvolk und dessen Willen zur staatlichen und staatsrechtlichen Einheit die entscheidende Bedeutung für das völkerrechtliche Bestehen und Fortbestehen eines Staates zu.

## Rechtliche Anknüpfungen an die Zugehörigkeit zum Staatsvolk
Der Umfang der Rechte des Staatsvolks kann sehr unterschiedlich sein: in freiheitlichen Demokratien ist er weit, in Diktaturen kann er auf ein Nichts zusammenschrumpfen.
In der Regel bleiben den Staatsangehörigen die politischen Mitwirkungsrechte (status activus) vorbehalten (etwa Zulassung zu öffentlichen Ämtern; Wahlrecht); zwingend ist dies jedoch nicht. So besteht mittlerweile aufgrund europarechtlicher Vorgaben das Kommunalwahlrecht für alle Staatsangehörigen eines Mitgliedstaates der Europäischen Union in jedem anderen Mitgliedstaat.
Auch positive Anspruchsrechte (status positivus) bleiben häufig den Staatsangehörigen vorbehalten. So gelten z. B. gesetzliche Ansprüche aus Sozialhilfe nur teilweise (vgl. für die Bundesrepublik Deutschland etwa § 23 Zwölftes Buch Sozialgesetzbuch). Insbesondere haben nur die Staatsangehörigen Anspruch auf konsularische Betreuung im Ausland.
Auch Freiheits- und Abwehrrechte sind teilweise den Mitgliedern des Staatsvolkes vorbehalten. So kennt etwa das Grundgesetz Grundrechte, die jedermann und solche, die nur Deutschen zustehen. Eine einfachgesetzliche Gleichbehandlung ist dadurch aber grundsätzlich nicht ausgeschlossen. Für Angehörige eines EG-Mitgliedstaates kann sich ein Anspruch auf Gleichbehandlung etwa aus den europarechtlichen Grundfreiheiten ergeben.
So wie es sich bei vorstehenden Rechten und Pflichten um typische, aber nicht um notwendige Besonderheiten der Rechtsstellung von Staatsangehörigen handelt, stehen sich Staatsangehörige und Ausländer regelmäßig lediglich in der allgemeinen Gesetzesunterworfenheit (status passivus) gleich.

## Das Staatsvolk im bundesdeutschen Verfassungsrecht
Ausdrücklich erwähnt ist der Begriff Staatsvolk im Grundgesetz für die Bundesrepublik Deutschland nicht. Allerdings setzt das Bundesverfassungsgericht den Begriff Deutsches Volk (vgl. Präambel; Art. 56, Art. 146 GG) bzw. Volk (vgl. Art. 20 Abs. 2 Satz 1 GG: „Alle Staatsgewalt geht vom Volke aus“) des Grundgesetzes mit dem Begriff Staatsvolk rechtlich gleich – obgleich es sich hier um Verschiedenheiten handelt –, welches wiederum prinzipiell durch die Staatsangehörigkeit bestimmt wird; das Bundesverfassungsgericht rechnet zum Staatsvolk ebenso die in Art. 116 Abs. 1 GG (Definition des Oberbegriffs des Deutschen im Sinne des Grundgesetzes) den deutschen Staatsangehörigen gleichgestellte Statusdeutsche. Damit war gemeint, wer „als Flüchtling oder Vertriebener deutscher Volkszugehörigkeit oder als dessen Ehegatte oder Abkömmling in dem Gebiete des Deutschen Reiches nach dem Stande vom 31. Dezember 1937 Aufnahme gefunden hat“. Diese Rechtsstellung haben heute nur noch Spätaussiedler ab ihrer Aufnahme im Bundesgebiet und der Ausstellung einer Bescheinigung zum Nachweis ihrer Spätaussiedlereigenschaft gemäß Bundesvertriebenengesetz gewährt, mit der sie die deutsche Staatsangehörigkeit erwerben.
Entscheidend für die Zugehörigkeit zum deutschen Volk im Sinne des bundesdeutschen Grundgesetzes ist mithin primär der rechtliche Status als Staatsbürger und nicht die Zugehörigkeit zu einem Volk oder Volksstamm, etwa im ethnischen oder soziologischen Sinne. Eine Legaldefinition, wer zum deutschen Volk gehört, gibt es im deutschen Recht nicht. Eingebürgerte Migranten nichtdeutscher Nationalität gehören somit zum deutschen Volk und können sich daher unter anderem an politischen Wahlen beteiligen, ohne dass dadurch ein Widerspruch zum Grundgesetz bestehen würde.

## Das Staatsvolk im österreichischen Recht
Ähnlich wie in der Bundesrepublik Deutschland wird der Begriff des Staatsvolkes in der österreichischen Bundesverfassung und den österreichischen Bundesgesetzen zwar nicht ausdrücklich erwähnt, findet aber im Begriff der Staatsbürgerschaft seine Entsprechung. Die Staatsbürgerschaft in Österreich ist ein rechtlicher Status, der von der ethnischen Zugehörigkeit des Bürgers unabhängig ist.
Österreichische Staatsbürger sind zugleich Landesbürger desjenigen Bundeslandes, in dem sie ihren Hauptwohnsitz haben (Art. 6 B-VG). Alle österreichischen Staatsbürger sind vor dem Gesetz gleichgestellt (Art. 7 B-VG).
Im Unterschied zur absoluten Menge der österreichischen Staatsbürger bezeichnet der Begriff des Bundesvolkes die Teilmenge der wahlberechtigten österreichischen Staatsbürger (Art. 26 B-VG). Das Bundesvolk übt mit Wahlen, Volksabstimmungen und Volksbefragungen eine wesentliche Funktion in der Gesetzgebung der Republik Österreich aus. Insbesondere erfordert eine Gesamtänderung der Bundesverfassung eine Abstimmung des Bundesvolkes (Art. 44 Abs. 3, Art. 45 B-VG), zuletzt beim EU-Beitritt Österreichs.
Bestimmungen hinsichtlich Erwerb und Verlust der österreichischen Staatsbürgerschaft sowie diesbezüglicher Verfahren sind Gegenstände des Staatsbürgerschaftsgesetzes von 1985. Im Jahr 2005 beschloss der österreichische Nationalrat eine vom österreichischen Bundesrat beanspruchte Gesetzesnovelle, mit der die Bestimmungen hinsichtlich der Verleihung der österreichischen Staatsbürgerschaft an Fremde (Ausländer) verschärft wurden. Die Novelle sieht unter anderem vor, dass fremde Staatsbürgerschaftswerber als Voraussetzung für eine Verleihung der österreichischen Staatsbürgerschaft ausreichende Kenntnisse der deutschen Sprache sowie „Grundkenntnisse der demokratischen Ordnung sowie der Geschichte Österreichs und des jeweiligen Bundeslandes“ nachweisen, die sie unter Umständen in Form einer schriftlichen Prüfung unter Beweis stellen müssen (§ 10a Abs. 1 und 5 StbG).